# Часниково (Мокроусовський округ)
Часнико́во (рос. Чесноково) — присілок у складі Мокроусовського округу Курганської області, Росія.
Населення — 148 осіб (2010, 200 у 2002).
Національний склад станом на 2002 рік:
- росіяни — 94 %